# Jacques de Molay, grand maître des Templiers
Jacques de Molay, grand maître des Templiers est un tableau peint par Fleury François Richard en 1806. Présenté au Salon de Paris la même année, il reçoit un accueil favorable. Il est acquis par Joséphine de Beauharnais, et exposé au Château de Malmaison.
Il est depuis conservé au Château de Malmaison à Rueil-Malmaison. En 2014, il est prêté au Musée des beaux-arts de Lyon dans le cadre de l'exposition L'invention du Passé. Histoires de cœur et d'épée 1802-1850.

## Historique de l’œuvre
L’œuvre est inspiré par la pièce de théâtre Les Templiers de François Raynouard, créée en 1805 et qui met le thème des Templiers à la mode.
L'œuvre a été acquise par l’impératrice Joséphine pour la somme de 3 000 francs à l’issue du Salon de Paris de 1806, puis attribuée à la reine Hortense lors du partage de la galerie de Malmaison et déplacée au gré des séjours dans les résidences de l’ancienne reine de Hollande (Constance, Augsbourg, Arenenberg, Rome), puis l'œuvre a fait partie de la collection de Louis Napoléon Bonaparte ; elle a été restituée en 1881 aux héritiers de l’empereur déchu. Enfin, elle a été vendue par l’impératrice Eugénie après 1881 pour être enfin acquise en 1993 par le musée de Malmaison.

## Description
Jacques de Molay est élu en 1292 grand maître des Templiers. En conflit avec le roi de France Philippe le Bel, il est arrêté en 1307 sur son ordre. Jacques est emprisonné pendant 7 ans avant d'être finalement accusé d'hérésie et condamné à mort.
L’œuvre illustre les dernières heures du grand maître de l'ordre du Temple avant que Jacques de Molay soit conduit au bûcher. Il est exhorté par un confesseur, à la droite du tableau, à avouer ses crimes supposés.
Le décor est inspiré de la chapelle Sainte-Blandine de la basilique Saint-Martin d'Ainay à Lyon, représentée avec une grande précision.

## Le sujet
Jacques de Molay (vers 1243-1314) est élu en 1292 grand maître des Templiers, un ordre religieux et militaire fondé à Jérusalem lors des premières croisades. En conflit avec le roi de France Philippe le Bel, il est arrêté en 1307 sur son ordre. Après sept ans d’emprisonnement, il est finalement accusé d’hérésie et condamné à mort. L’œuvre illustre ici les dernières heures du grand maître de l’Ordre du Temple, qui, avant d’être conduit au bûcher, est exhorté par un confesseur à avouer ses crimes supposés.
Fleury Richard prend pour cadre une chapelle de la basilique Saint-Martin d’Ainay à Lyon. Il est inspiré par le succès de la pièce de théâtre de François Raynouard, Les Templiers, créée en 1805.
L’œuvre illustre les dernières heures du grand maître de l'ordre du Temple avant que Jacques de Molay soit conduit au bûcher. Il est exhorté par un confesseur, à la droite du tableau, à avouer ses crimes supposés.
Le décor est inspiré de la chapelle Sainte-Blandine de la basilique Saint-Martin d'Ainay à Lyon, représentée avec une grande précision.